# Zentrum für Astronomie der Universität Heidelberg
Das Zentrum für Astronomie der Universität Heidelberg (ZAH) wurde am 1. Januar 2005 als Zusammenschluss der bisherigen Landesforschungseinrichtungen – Astronomisches Rechen-Institut (ARI) und Landessternwarte Heidelberg-Königstuhl (LSW) – mit dem Institut für Theoretische Astrophysik (ITA) der Ruprecht-Karls-Universität Heidelberg gegründet.

## Forschung

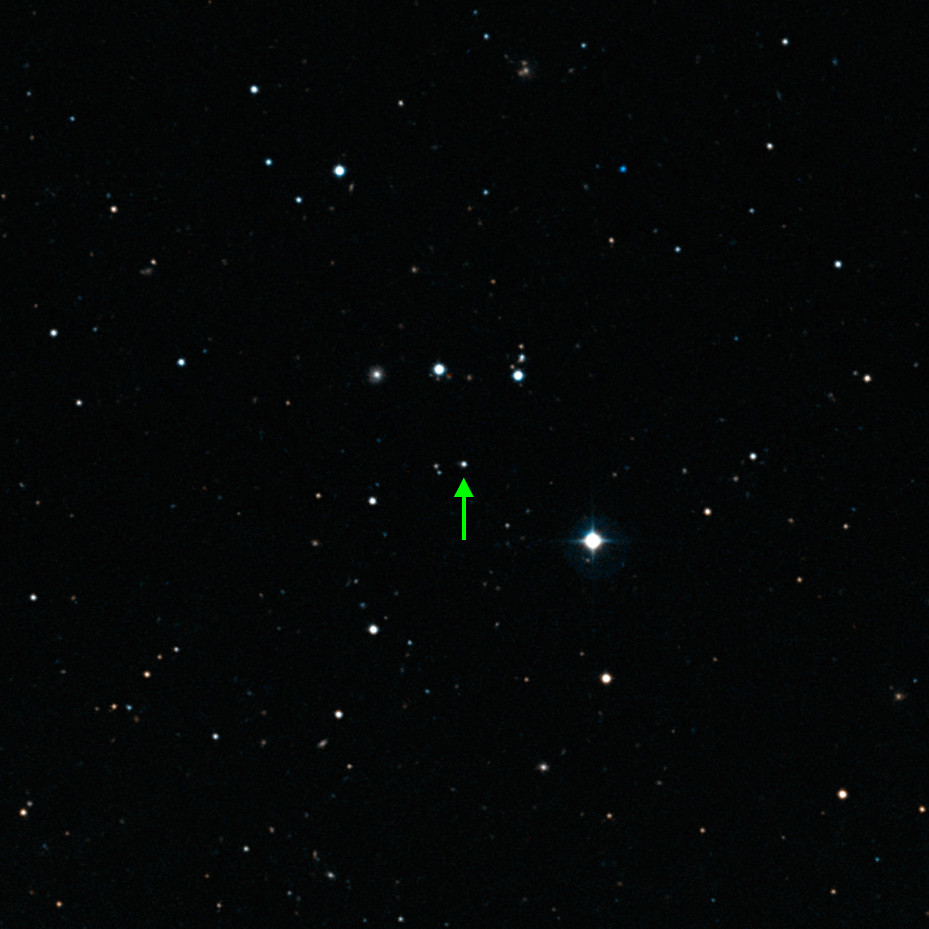
SDSS J102915 172927 entdeckt vom ZAH

Das ZAH widmet sich der Grundlagenforschung auf dem Gebiet der Astronomie und Astrophysik, wie die Entstehung von Planetensystemen und Galaxien oder das Verständnis Dunkler Materie.  Mit dem Zusammenschluss werden die Forschungskapazitäten des Landes und der Universität zu einem Exzellenzzentrum für Astronomie der Universität zusammengeführt. Das Zentrum machte 2011 auf sich aufmerksam, als man den Stern SDSS J102915+172927 entdeckte „den es gar nicht geben dürfte“, da er nahezu ausschließlich aus Wasserstoff und Helium besteht. Direktor ist zurzeit (2012) der Astrophysiker Joachim Wambsganß.